# Okres Púchov
Púchov is een district (Slowaaks: Okres) in de Slowaakse regio Trenčín. De hoofdstad is Púchov. Het district bestaat uit 1 stad (Slowaaks: Mesto) en 20 gemeenten (Slowaaks: Obec).

## Steden
- Púchov

## Lijst van gemeenten
| - Beluša - Dohňany - Dolná Breznica - Dolné Kočkovce - Horná Breznica - Horovce - Kvašov | - Lazy pod Makytou - Lednica - Lednické Rovne - Lúky - Lysá pod Makytou - Mestečko - Mojtín | - Nimnica - Streženice - Visolaje - Vydrná - Záriečie - Zubák |

Okres Bánovce nad Bebravou · Okres Ilava · Okres Myjava · Okres Nové Mesto nad Váhom · Okres Partizánske · Okres Považská Bystrica · Okres Prievidza · Okres Púchov · Okres Trenčín